# Eyalet di Erzurum
L'eyalet di Erzurum fu un eyalet dell'Impero ottomano, nell'area della Mesopotamia.

## Storia
All'inizio del XVII secolo, l'eyalet venne fiaccato da una serie di rivolte come quella di Abaza guidata dal governatore della provincia Abaza Mehmed Pasha, combinata con le rivolte dei Jelali (moschettieri provinciali) che perdurarono sino al 1628.

## Geografia antropica

### Suddivisioni amministrative
| Sanjak dell'Eyalet di Erzurum nel XVII secolo: 1. sanjak di Kara-hisar (Şebinkarahisar) 2. sanjak di Keifi 3. sanjak di Pasin 4. sanjak di Ispir 5. sanjak di Khanis 6. sanjak di Malazgir 7. sanjak di Tekman 8. sanjak di Kuziijan 9. sanjak di Turtum 10. sanjak di Lejengerd 11. sanjak di Mamar 12. sanjak di Erzerum, sede del pascià | I sanjak nel XIX secolo: 1. sanjak di Erzerum 2. sanjak di Kamakh 3. sanjak di Maden 4. sanjak di Erzincan 5. sanjak di Şebinkarahisar 6. sanjak di Gümüşhane |